# خوستو إل. غونزاليس
خوستو إل. غونزاليس (بالإنجليزية: Justo González García)‏ هو عالم عقيدة وكاتب ومؤرخ كوبي وأمريكي، ولد في 9 أغسطس 1937.